# Eladio Acosta Arteaga
 Eladio Acosta Arteaga CIM (* 9. April  1916 in La América; † 30. Januar 2012 in Medellín) war ein kolumbianischer Ordensgeistlicher und römisch-katholischer Erzbischof vom Erzbistum Santa Fe de Antioquía.

## Leben
Eladio Acosta Arteaga trat nach Schulbesuchen in Belén und La América in Medellín sowie Juniorato de San Pedro der Ordensgemeinschaft der Kongregation von Jesus und Maria bei und studierte im „Seminarios Eudistas de San Pedro y Usaquén“ Katholische Theologie und Philosophie sowie Kanonisches Recht an der Päpstlichen Universität Xaveriana in Bogotá. Er empfing am 7. August 1949 die Priesterweihe. Während seines priesterlichen Dienstes war er zudem in verschiedenen Management-Positionen in den Seminaren seines Ordens tätig. Er war langjähriger Rektor des Priesterseminars „Santo Tomás de Aquino“ des Bistums Santa Rosa de Osos sowie Rektor des „Seminarios Regentados“ seines Ordens. Er war auch Superior und Provinzial der Kongregation von Jesus und Maria in Kolumbien. 
Papst Paul VI. ernannte ihn am 6. März 1970 zum Bischof von Antioquia. Der Erzbischof von San Antonio Angelo Palmas weihte ihn am 12. April desselben Jahres zum Bischof; Mitkonsekratoren waren Tulio Botero Salazar CM, Erzbischof von Medellín, und Aníbal Muñoz Duque, Koadjutorerzbischof von Bogotá. Nach Erhebung des Bistums zum Erzbistum Santa Fe de Antioquia durch Papst Johannes Paul II. wurde er erster Erzbischof von Santa Fe de Antioquia.
Am 10. Oktober 1992 nahm Papst Johannes Paul II. seinen altersbedingten Rücktritt an.